# Illa nefanda
Illa nefanda är en fjärilsart som beskrevs av W. Warren 1914. Illa nefanda ingår i släktet Illa och familjen mätare. Inga underarter finns listade i Catalogue of Life.